# Wilfried Scholz
Wilfried Scholz (* 23. November 1950) ist ein ehemaliger deutscher Langstreckenläufer, der für die DDR startete.
1971 gewann er bei den Leichtathletik-Halleneuropameisterschaften in Sofia Silber über 3000 m. Bei den Crosslauf-Weltmeisterschaften wurde er 1974 in Monza Sechster und 1975 in Rabat Elfter.
Über 5000 m wurde 1973 DDR-Meister und 1972 sowie 1974 Vizemeister. In der Halle wurde er über 3000 m 1972 sowie 1974 Meister und 1971 Vizemeister, über 5000 m 1976 Meister. Im Crosslauf holte er 1976 den DDR-Titel auf der Langstrecke.
Wilfried Scholz startete für den SC Einheit Dresden.

## Persönliche Bestzeiten
- 1500 m: 3:42,5 min, 7. Juni 1972, Erfurt
- 3000 m: 7:54,2 min, 20. Juni 1971, Warschau
  - Halle: 7:48,8 min, 24. Februar 1974, Ost-Berlin
- 5000 m: 13:32,2 min, 14. Juni 1972, Ost-Berlin
- 10.000 m: 28:21,0 min, 16. Mai 1976, Erfurt

| Personendaten    | Personendaten                |
| ---------------- | ---------------------------- |
| NAME             | Scholz, Wilfried             |
| KURZBESCHREIBUNG | deutscher Langstreckenläufer |
| GEBURTSDATUM     | 23. November 1950            |